# Distretto di Aichi
Il distretto di Aichi (愛知郡?, Aichi-gun) è uno dei distretti aichi dell'omonima prefettura, in Giappone.
Attualmente fa parte del distretto solo la cittadina di Togo.
| Controllo di autorità | VIAF (EN) 127929512 · LCCN (EN) n86147946 · J9U (EN, HE) 987007567386505171 · NDL (EN, JA) 00377502 |